# Initiative européenne pour l'écureuil
Pour les articles homonymes, voir ESI.

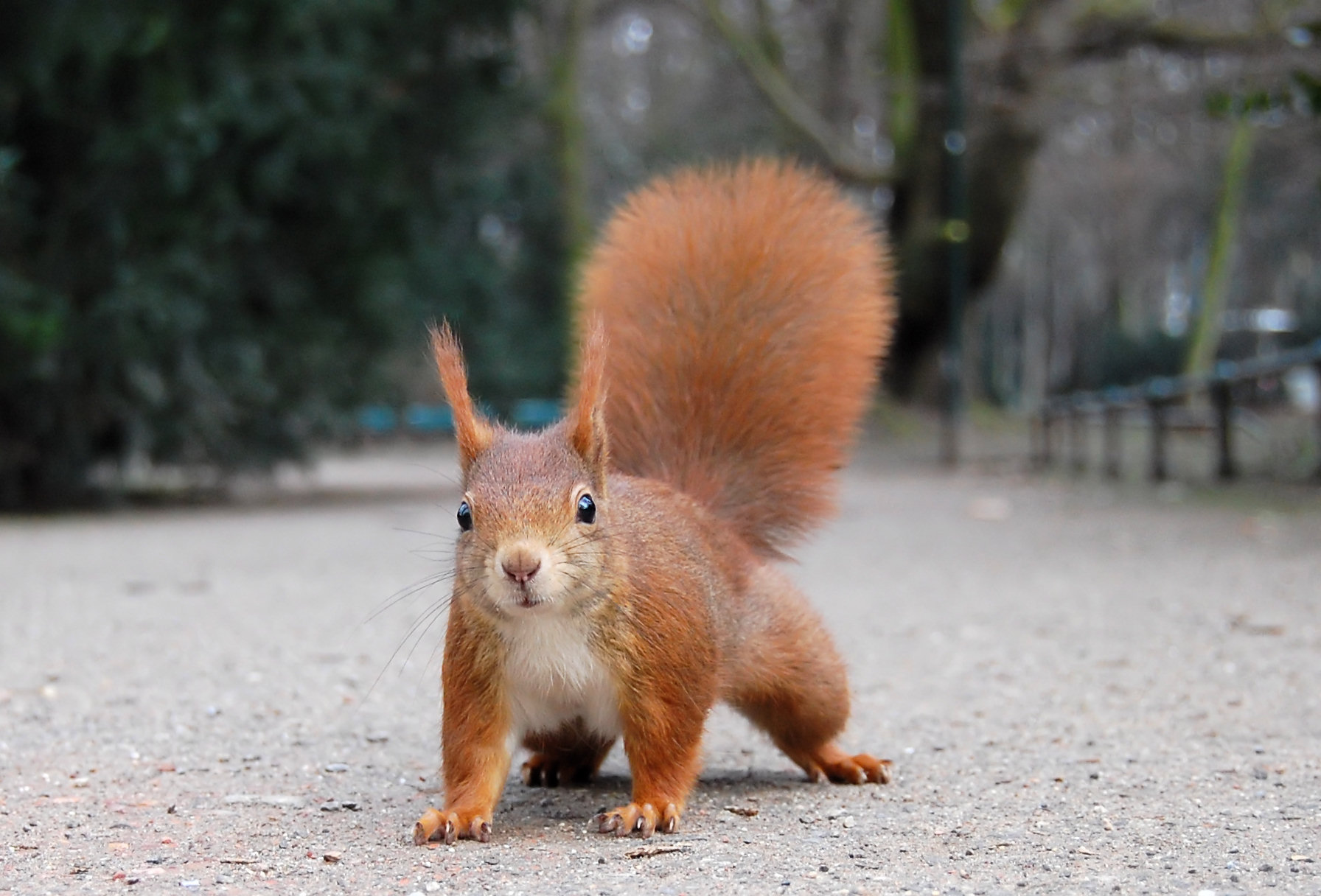
Écureuil roux d'Europe

L’Initiative européenne pour l’écureuil (European Squirrel Initiative ou ESI) a été fondée en juin 2002 par un groupe d’écologues, de vétérinaires et de forestiers préoccupés à la fois par le recul de l'écureuil roux (Sciurus vulgaris) et par les impacts de l'introduction de l'écureuil gris (Sciurus carolinensis). Elle a pour objectif de :
1. Persuader les structures et organismes s'occupant d'environnement et les gouvernements de l’absolue nécessité d’éradiquer l’écureuil gris en Europe et de ;
2. Continuer à commissionner des recherches sur les impacts de l’écureuil gris sur les écosystèmes locaux.